# Pobierowo

Strand von Pobierowo im Mai

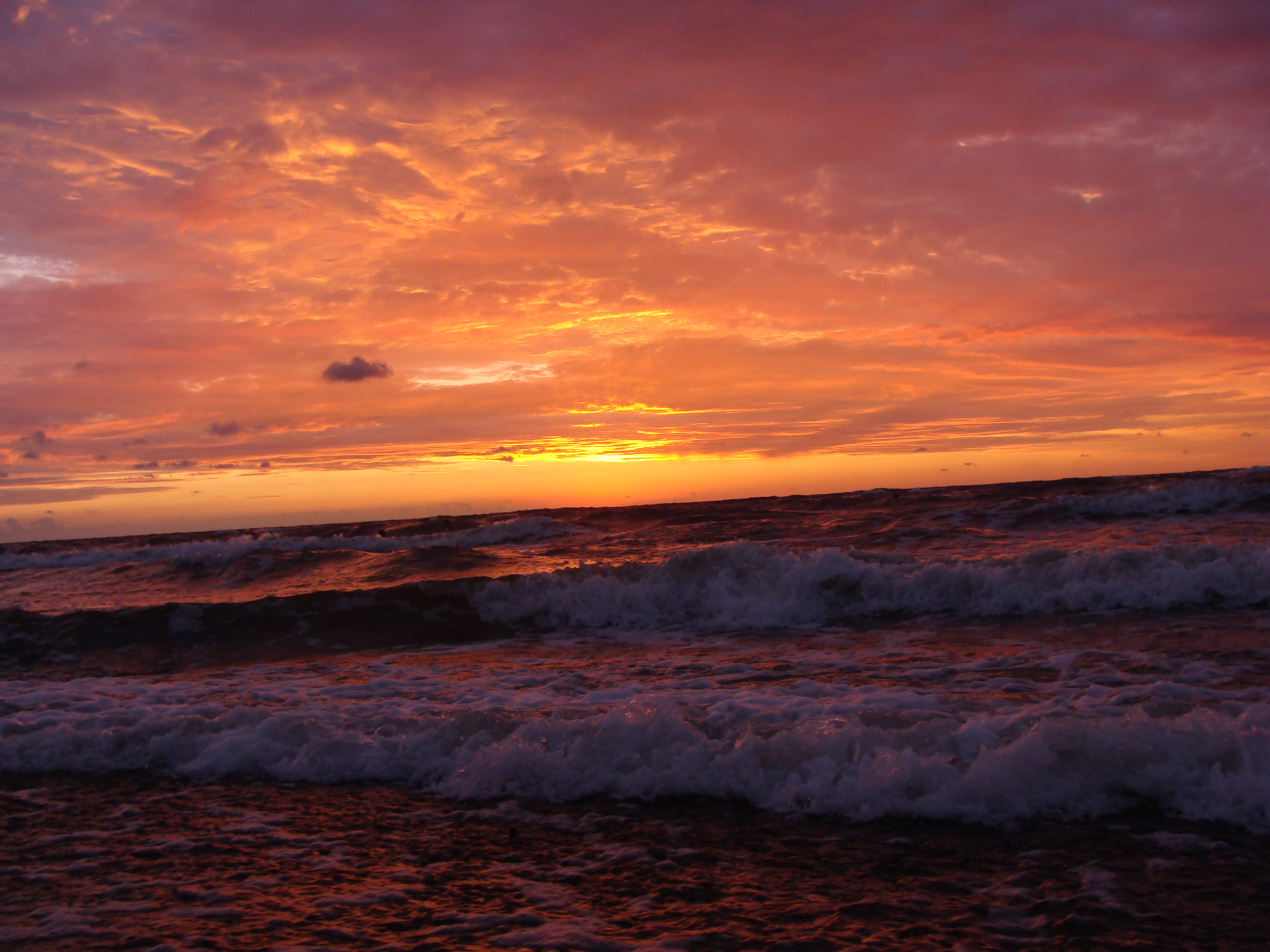
Sonnenuntergang am Strand von Pobierowo, Sommer 2010

Hauptstraße Grunwaldzka in Pobierowo im Juli

Pobierowo [pɔbjɛˈrɔvɔ] (deutsch Poberow) ist ein Badeort an der polnischen Ostseeküste in der Woiwodschaft Westpommern in Polen. Er gehört zur Gemeinde Rewal (Rewahl) im Powiat Gryficki.
Pobierowo liegt etwa zehn Kilometer östlich der Insel Wolin zwischen den Orten Łukęcin (Lüchenthin) und Pustkowo (Pustkow). Der Ort besitzt einen feinsandigen Badestrand und ist sehr waldreich.

## Geschichte
Der Name Poberow ist slawischen Ursprungs und war einst ein Rittergut, das sich im Besitz der Familie von Kleist befand. Das südlich des heutigen Ortskerns liegende Gut existiert heute nicht mehr. Der Ort war von freien Bauern und von Fischern bewohnt.
Die Straße, an der die Fischer wohnten, entwickelte ab dem Jahre 1905 eine touristische Infrastruktur. Es entstand das erste Hotel im Dorf, und die Einheimischen vermieteten Fremdenzimmer. In den Jahren ab 1920 expandierte der Badeort stark. 1930 wurden etwa 80 Hektar Wald zwischen Poberow und Pustkow in Bauparzellen zu 800 m² Größe umgewandelt. Es entstand eine weitläufige Landschaft von Holzferienhäusern unter hohen Kiefern.

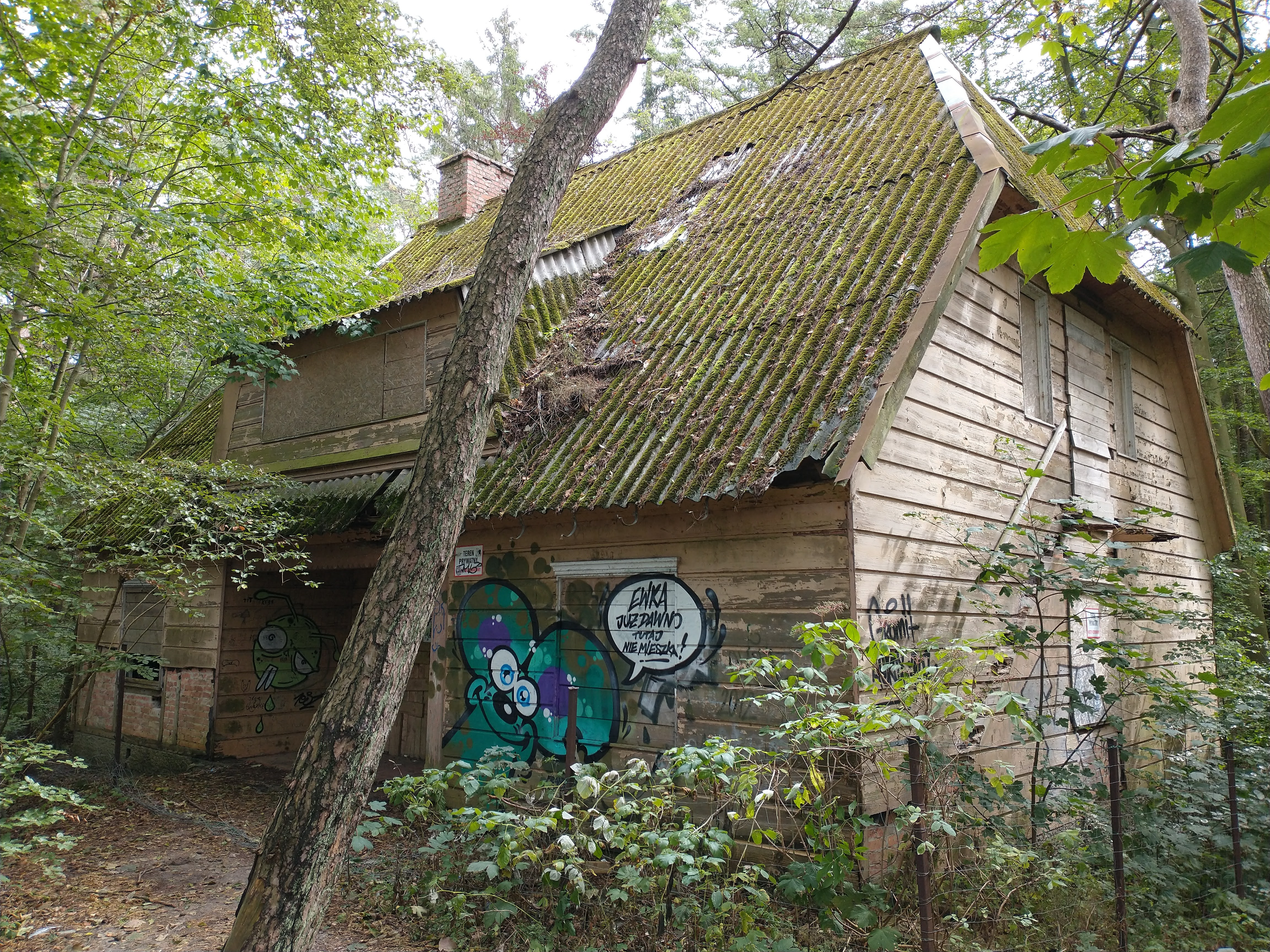
Eva Brauns Haus in Pobierowo

Hier wurde in den 1930er Jahren das Strandhaus bzw. Sommerhaus von Eva Braun errichtet.
1945 wurde Poberow von der Roten Armee erobert und anschließend unter polnische Verwaltung gestellt. Die deutsche Bevölkerung wurde nach Kriegsende aufgrund der Bierut-Dekrete vertrieben bzw. zwangsausgesiedelt. Der deutsche Ort Poberow wurde in Pobierowo umbenannt.

## Wirtschaft
Pobierowo ist eine im Wesentlichen vom Tourismus geprägte Ortschaft der Landgemeinde Rewal. Neben dem touristischen Gewerbe verfügt die Gemeinde über eine ausreichende Infrastruktur.

### Allgemein
Die Geschäfte für den täglichen Bedarf konzentrieren sich vor allem im Zentrum Pobierowos in der Nähe zum Busbahnhof.
In der ulica Zgody wurde 2010/11 die neue Feuer- und Rettungsstation der Ortschaft eingerichtet.
In der ulica Grunwaldska befindet sich eine Apotheke, ganz in der Nähe zur Postfiliale des Ortes.

### Handel
Das Warenangebot und die -vielfalt der Händler in Pobierowo schwankt sehr stark zwischen den Sommer- und Wintermonaten.
Zahlreiche Geschäfte, darunter Kleidungs- und Schmuckgeschäfte, öffnen nur in den Sommermonaten.
Bei den Lebensmittelmärkten handelt es sich um die typischen polnischen „Sklepy“ – kleinere Geschäfte, in denen alle Waren des täglichen Bedarfs erworben werden können. Die Warenvielfalt variiert zwischen den Sommer- und Wintermonaten.
Das Dienstleistungsgewerbe, unter anderem Friseurstudios, verteilen sich über den gesamten Ort.
An der Küstenstraße 102 (Międzyzdroje – Trzebiatów) verfügt Pobierowo über eine Tankstelle.

### Tourismus
Der Tourismus stellt das wichtigste Gewerbe der Ortschaft dar. Der Umsatz wird vor allem in den Sommermonaten erzielt, wenn der Ort überwiegend durch den Massentourismus genutzt wird. In den Wintermonaten richtet sich das Angebot mehr an Individual- und Wellnessreisende. Ganzjährig haben nur wenige Restaurants, die größeren Hotelkomplexe und mehrere kleinere Unterkunftsbetriebe geöffnet. Die Geschäfte und die Gaststättenbetriebe konzentrieren sich in den Sommermonaten entlang der Straßen ulica Grunwaldska und ulica Zgody.
Pobierowo hat eine Jugendherberge, 2015 eröffnete im Zentrum ein Hotelneubau der Oberklasse.
In Planungen der Landgemeinde für das Seebad Poberow ist von einer möglichen Seebrücke und eine Anbindung an die Museumsbahn Niechorze – Gryfice die Rede.

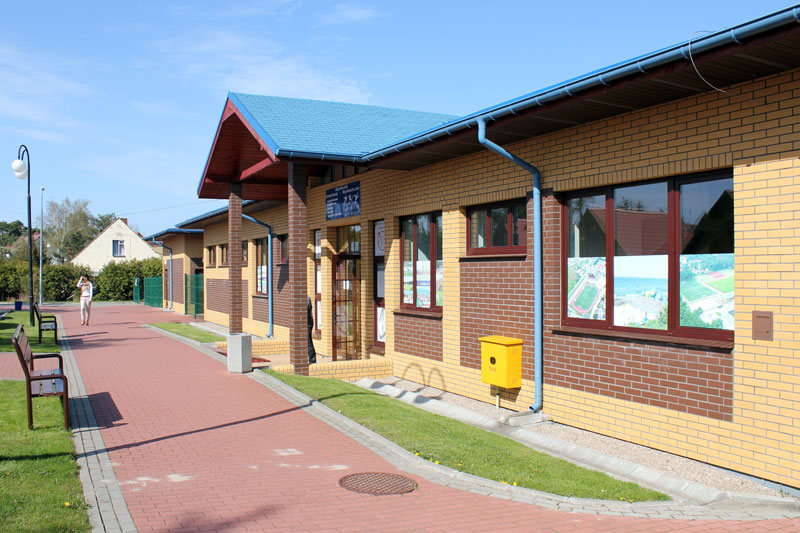
Das Sport- und Gemeindezentrum im Ortszentrum

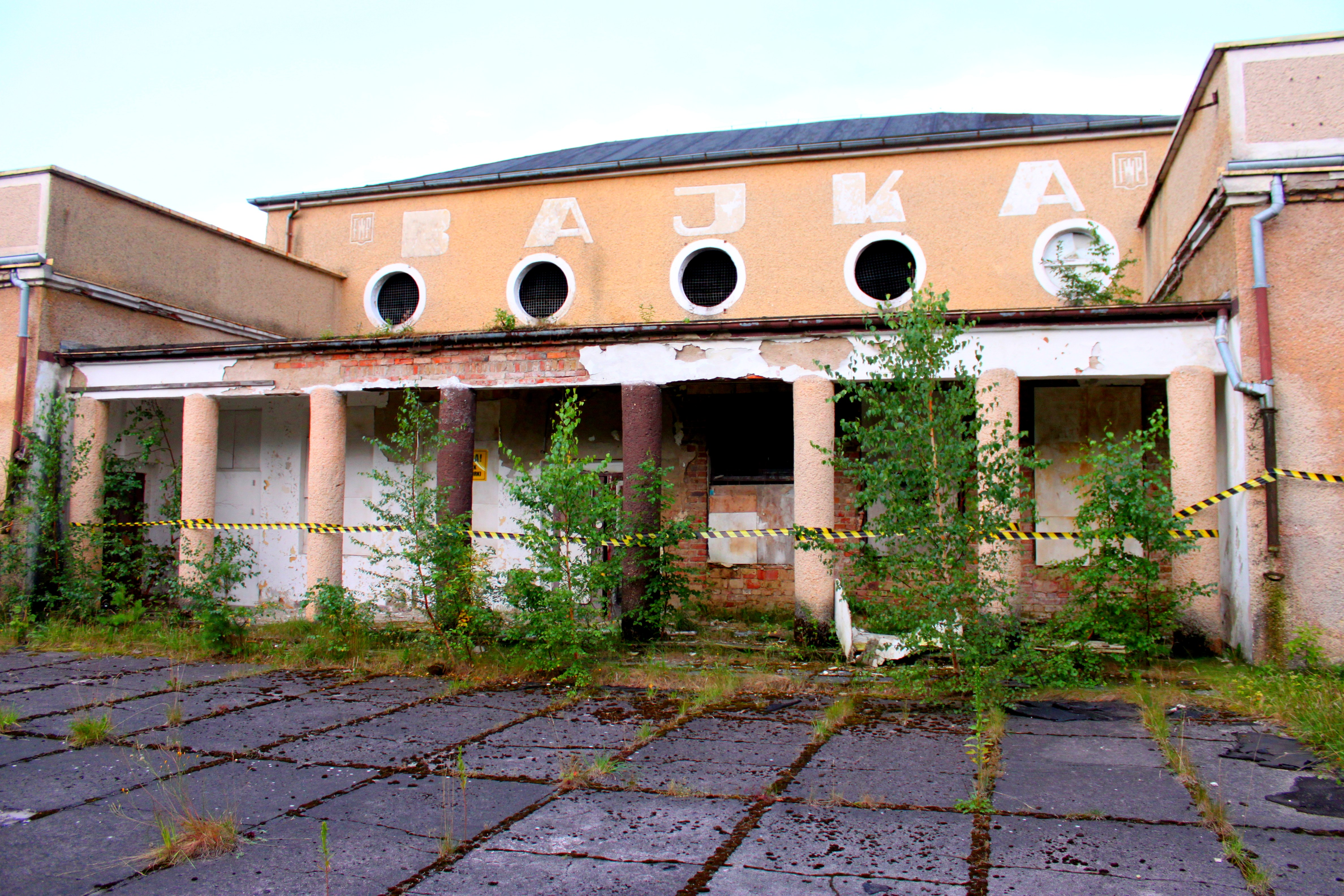
Alter Tanzsaal in Pobierowo

Im Zentrum des Ortes hat die Gemeinde Rewal ein Sport- und Gemeindezentrum errichtet. Hier stehen neben Fußball- und Tennisplätzen auch mehrere Kleinspielfelder und eine Skater-Anlage zur Verfügung. Ebenfalls ist hier die Fahrradstation des Rewal-Bike-Systems untergebracht. Hier können Fahrräder geliehen werden, die in allen Ortschaften der Landgemeinde Rewal wieder abgegeben werden können.

#### Wanderwege
Durch Pobierowo führen zwei Wanderwege von größerer Bedeutung sowie mehrere Fahrradrouten:
- Regionaler Wanderweg Rewal
- Ostseeküsten-Radweg (EV10)
- Fahrradrouten des Rewal-Bike-Systems

## Verkehr
Pobierowo liegt an der Küstenstraße 102 von Swinemünde nach Trzebiatów. Über die Verbindungsstraße nach Gostyń ist Pobierowo auch an das Hinterland gut angebunden.

### Öffentlicher Nah- und Fernverkehr

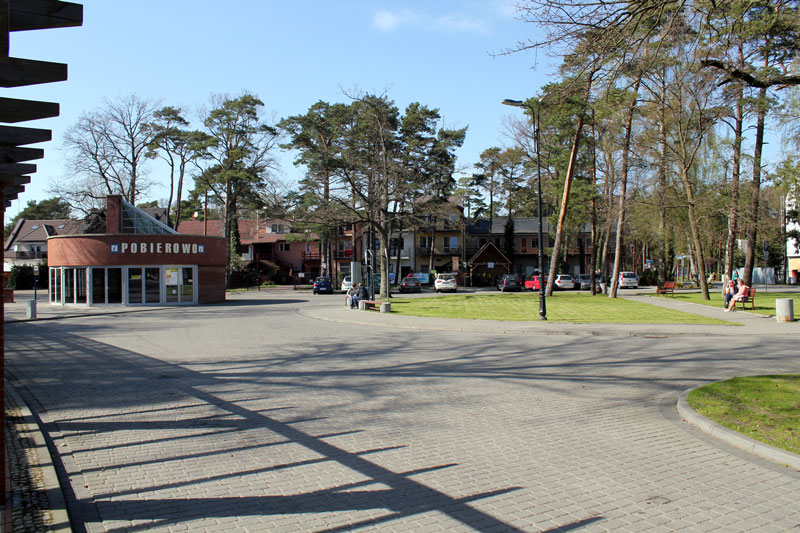
Der Busbahnhof im Ortszentrum

Pobierowo verfügt über einen Busbahnhof im Zentrum der Ortschaft. Von hier verkehren ganzjährig Busse des Nah- und regionalen Fernverkehrs und verbinden Pobierowo mit den größeren Ortschaften Kamień Pomorski, Międzyzdroje und Gryfice, aber auch mit Stettin. In den Sommermonaten wird das Angebot der Verbindungen erhöht und um nationale Fernreiseverbindungen zum Beispiel nach Jelenia Góra (Hirschberg) ergänzt.
Die Verbindungen des Nahverkehrs werden durch die staatlichen Busse der PKS organisiert. Sie stellen vor allem die Grundversorgung der Verbindungen zwischen den Ortschaften sicher.
Der regionale Fernverkehr wird häufig durch private Busunternehmen sichergestellt. In der Regel mit Kleinbussen werden vor allem die Verbindungen nach Stettin und Kolberg als Expressverbindungen angeboten.
Der nationale Fernverkehr wird in den Sommermonaten durch staatliche und private Unternehmen sichergestellt und beinhaltet mindestens einmal in der Woche Verbindungen in alle Regionen Polens.

## Persönlichkeiten
- Max Marschalk (1863–1940), deutscher Komponist und Musikkritiker, starb hier
- Günter Eich (1907–1972), deutscher Hörspielautor und Lyriker, besaß hier ein Ferienhaus
- Theo Lingen (1903–1978), deutscher Schauspieler, besaß hier ein Ferienhaus